# Renée Green
Renée Green née en 1959 est une artiste, écrivaine et cinéaste américaine. Sa pratique artistique couvre un large éventail de média, dont la sculpture, l'architecture, la photographie, l’imprimé, la vidéo, le film, les sites web, et le son, qu’elle présente en général dans des installations.

## Biographie
Renée Green, née en 1959, étudie l'art à l'université Wesleyan, et fait une année d’études intermédiaires à la School of Visual Arts à New York. Renée Green suit également des cours d’édition à l'université de Harvard, Cambridge, MA. En 1989, elle participe à l'Independent Study Program (ISP) du Whitney Museum of American Art. Derrick Green, chanteur du groupe de metal Sepultura est son frère.Sa thèse de fin de diplôme intitulée Discours sur l’art afro-américain  est une « analyse textuelle de la critique, écrite par des critiques noirs et blancs depuis les années 1920 et les années 1960. » Sa participation au catalogage de la collection de Sol LeWitt, léguée au Wadsworth Atheneumne constitue une influence majeure sur son travail par la suite. Renée Green écrit les articles du catalogue d’Adrian Piper et de Lawrence Weiner.
Renée Green est professeure au MIT et dans d'autres universités en Europe et Amérique.
Elle est la soeur de Derrick Green, chanteur du groupe de thrash metal Sepultura.

## Travail
Le travail de Renée Green s'inscrit dans une perspective critique postcoloniale et l’art postminimal et conceptuel. Il prend la forme d’installations complexes dans lesquelles les idées, les événements historiques et les récits, ainsi que les artefacts culturels, sont examinés à partir de plusieurs points de vue.
Elle réalise des œuvres qui prennent la forme d'installations en utilisant diverses techniques avec des archives, des textes, des dessins, et photographies, qui sont parfois élaborées de manière participative.
Sa société de production Free Agent Media produit entre 1993 et 2005 des vidéos et des archives sonores.
Le chercheur Alexander Alberro explique que le travail de Renée Green n’est pas vraiment didactique mais constitue plutôt une invitation à participer à la construction du savoir, ainsi qu’à en changer la perception « Green donne constamment au spectateur un rôle central dans le processus de déconstruction du discours généalogique, en assumant la position de sujet. En effet, une caractéristique qu’on retrouve dans ses installations est la production d'environnements interactifs qui mettent le spectateur dans le rôle d'un participant égal dans la construction du sens. »

## Œuvres (sélection)
- Color II, 1990, hommage Saartjie Baartman, installation[5]
- Seen, installation, 1990
- Commemorative Toile, tissus, 1993
- Endless Dreams and Water Between, multimédia, 2008

## Publications
- Other Planes of There: Selected Writings, éd. Duke University Press Books, 2014,
- Renee Green: Endless Dreams and Time-Based Streams, coécrit avec Lia Gangitano et Ros Gray, éd. Yerba Buena Center for the Arts, 2011,
- Certain Miscellanies: Some Documents, éd. Appel Foundation, 1997,
- Sombras y Señales. Shadows and Signals, éd. Fondation Tàpies, 2000[7]
- Some Conditions for Independent Study: The Whitney Program as a Thought Oasis or Weathered Bastion. In: Education, Information, Entertainment. Ute Meta Bauer, ed. Vienna: Selene; Institut für Gegenwartskunst, 2001
- No Guru, no Method, no Master: Zur Methode und Zukunft der Lehre“ Texte zur Kunst (Cologne), no. 53 (March 2004): 140-143

## Prix & bourses
- 1985-1986 : Bronx Museum of the Arts[7]
- 1988 : bourse de la Geraldine Dodge Foundation (via le Jersey City Museum)[7]
- 1989-1990 : New York State Council on the Arts, Harlem School of the Arts[7]
- 1991-1992/1987-1988 : bourse du New Jersey State Council on the Arts[7]
- 1992 : The Fabric Workshop, avec une bourse Mid-Atlantic States[7]
- 1992 : artiste en résidence, Arts International Grant, Lisbone[7]
- 1993-1994 : artiste en résidence, bourse DAAD, Berlin[7]
- 2010 : prix des United States Artists[8]
- 2021 : Prix Anonymous Was A Woman[9]

### Articles
- Mostafa Heddaya, Renée Green, Art in America, 2016[10].
- Thom Donovan, Renée Green’s Other Planes of There, Bomb Magazine, 2015[11].
- Sharon Mizota, Renee Green's constellation of personal moments, Los Angeles Times, 2015[12].
- Fabienne Dumont, Portrait. Renée Green, Critique d'Art, 2010[13].
- Renée Green, Ongoing Becomings : Retrospective 1989-2009, catalogue d’exposition, Zurich, JRP Ringier, 2009.
- Renée Green : tactiques de l’histoire, article de Giovanna Zapperi pour la revue Multitudes, No 34, 2008[14],
- Art in Review; Renee Green, article de Martha Schwendener pour le New York Times, 2007[15].
- Renée Green, sombras y señales (catalogue d’exposition), Barcelone, Fundació Antoni Tàpies, 2000.
- Renée Green, catalogue d’exposition, Berlin/Amsterdam, DAAD/De Appel Foundation, 1996.

### Essais
- Nicole Schweizer, Renee Green: Ongoing Becomings1989-2009, JRP Ringier, 2009[16].

### Dictionnaires
- Anaël Pigeat, Renée Green, in Dictionnaire universel des créatrices[5].